# Bannière de Dalad
La bannière de Dalad (达拉特旗 ; pinyin : Dálātè Qí) est une subdivision administrative de la région autonome de Mongolie-Intérieure en Chine. Elle est placée sous la juridiction de la ville-préfecture d'Ordos.

## Démographie
La population de la bannière était de 324 442 habitants en 1999.